# 14. мај
14. мај (14.05) је 134. дан у години по грегоријанском календару (135. у преступној години). До краја године има још 231 дана.

## Догађаји
- 1607 — Енглески авантуриста Џејмс Смит основао прво енглеско насеље на тлу Северне Америке, касније по њему названо Џејмстаун.
- 1610 — Верски фанатик убио у Паризу француског краља Анрија IV, првог монарха из династије Бурбона.
- 1643 — На француски престо дошао четворогодишњи Луј XIV након смрти оца Луја XIII. Регенткиња је била његова мајка Ана Аустријска, али је стварну власт имао кардинал Мазарен.
- 1796 — Енглески лекар Едвард Џенер успешно вакцинисао против великих богиња једног осмогодишњег дечака и означио почетак модерне имунологије.
- 1811 — Педро Хуан Кабаљеро, Фулхенсио Јегрос и Хосе Гаспар Родригез де Франсија су збацили шпанског гувернера Парагваја и прогласили независност од Шпаније.
- 1900 — У Паризу отворене Летње олимпијске игре 1900., друге модерне Олимпијске игре и прве на којима су учествовале жене.
- 1940 — Током преговора о предаји холандске војске у Другом светском рату, немачки бомбардери разорили су две трећине Ротердама, при чему је погинуло око хиљаду људи, а 80.000 је остало без кућа.
- 1948 — Давид Бен-Гурион је јавно прочитао Декларацију о оснивању државе Израел.
- 1955 — Осам комунистичких земаља је у Варшави потписало уговор о оснивању Варшавског пакта.
- 1962 — Милован Ђилас изведен пред Окружни суд и осуђен на 13 година затвора и ограничење грађанских права у трајању од пет година.
- 1968 — Комунистичка влада у Чехословачкој на челу са Александром Дубчеком објавила почетак широких друштвених реформи, познатих као „Прашко пролеће“. Реформе су прекинуте већ у августу, уласком совјетских трупа у Праг.
- 1973 — САД су лансирале Скајлаб, своју прву свемирску лабораторију.
- 1989 — Вођа перониста Карлос Менем постао председник Аргентине, победивши на изборима кандидата владајуће Радикалне партије Едуарда Ангелоса.
- 1991.
  - - Радио-телевизија Србије почела емитовање сателитског програма
  - - Самоубиство је извршила Ђанг Чинг, удовица кинеског лидера Мао Цедунга, један од вођа „Културне револуције“.
- 1992 — Главној улици у Београду, улици Маршала Тита, после 47 година промењен је назив у Улицу српских владара. Назив је касније промењен у краља Милана.
- 1999 — У ваздушним ударима НАТО на СР Југославију погођена колона избеглица код села Кориша на Косову, при чему је погинуло 87 особа, међу којима је највећи број деце.
- 2001 —
  - Савет НАТО одобрио повратак југословенске војске и полиције у сектор Б Зоне копнене безбедности на административној граници између Косова и Србије, почев од 24. маја.
  - Лидер коалиције десног центра Силвио Берлускони победио на парламентарним изборима у Италији и потом формирао 59. италијанску владу од 1945.
- 2002 — На донаторској конференцији у Њујорку, коју су покренуле УН за прикупљање помоћи за обнову Сребренице, која је током рата у БиХ била енклава под заштитом УН, обећано 5,2 милиона долара за обнову тог града.
- 2003 —
  - Пред Трибуналом у Хагу почело је суђење групи бивших официра Војске Републике Српске, Видоју Благојевићу, Драгану Обреновићу, Драгану Јокићу, оптужених за злочине у Сребреници у јулу 1995. Четврти оптужени Момир Николић је након признања кривице и нагодби са Тужилаштвом, изузет из поступка.
  - Ирачки званичници саопштили да је из масовних гробница у тој земљи откопано преко 2.200 тела, жртава режима Садама Хусеина.
  - Алжирска војска ослободила 17 европских туриста, које су отели исламски милитанти и држали их два месеца у Сахари.
  - После близу четрдесет година планирања и дебата, отпочели подземни радови на заштити Венеције од тоњења.
- 2008 — Жистин Енен, тада најбоља светска тенисерка, објавила је да се повлачи из професионалног тениса.
- 2015 — Виши суд у Београду рехабилитовао је генерала Драгољуба Михаиловића и вратио му грађанска права која су му била одузета у Београдском процесу.
- 2021 — Тероризам: У експлозији бомбе која се догодила у џамији у Шакар Дару у Авганистану погинуло је најмање 12 људи, а неколико десетина је повређено.

## Рођења
- 1852 — Ђорђе Красојевић, српски политичар и адвокат. (прем. 1923)[1]
- 1922 — Фрањо Туђман, хрватски политичар и историчар, 1. председник независне Хрватске. (прем. 1999)[2]
- 1925 — Љубомир Тадић, српски правник, филозоф и академик. (прем. 2013)[3]
- 1943 — Џек Брус, шкотски музичар, најпознатији као члан супергрупе Cream. (прем. 2014)[4]
- 1944 — Џорџ Лукас, амерички сценариста, редитељ и продуцент.[5]
- 1945 — Јохан Волах, израелски фудбалер.[6]
- 1946 — Слободан Тишма, српски писац и музичар.
- 1952 — Роберт Земекис, амерички редитељ, продуцент и сценариста.[7]
- 1955 — Дарко Бајић, српски редитељ, сценариста и продуцент.[8]
- 1956 — Слободан Каралић, српски фудбалски голман и фудбалски тренер. (прем. 2013)[9]
- 1961 — Тим Рот, енглески глумац и редитељ.[10]
- 1962 — Дени Хјустон, амерички глумац и редитељ.[11]
- 1965 — Овен Колфер, ирски књижевник.[12]
- 1967 — Валерија Марини, италијанска глумица, продуценткиња, модел и модна дизајнерка.[13]
- 1969 — Кејт Бланчет, аустралијска глумица и редитељка.[14]
- 1971 — Софија Копола, америчка глумица, редитељка, сценаристкиња и продуценткиња.[15]
- 1971 — Радмила Томовић, српска глумица.[16]
- 1983 — Урош Слокар, словеначки кошаркаш.[17]
- 1984 — Оли Мерс, енглески музичар, глумац и телевизијски водитељ.[18]
- 1986 — Миљан Ракић, српски кошаркаш.[19]
- 1990 — Гедиминас Орелик, литвански кошаркаш.[20]
- 1993 — Кристина Младеновић, француска тенисерка српског порекла.[21]
- 1994 — Маркињос, бразилски фудбалер.[22]
- 1996 — Мартин Гарикс, холандски ди-џеј и музички продуцент.[23]
- 1996 — Дејана Радановић, српска тенисерка.[24]

## Смрти
- 1843 — Љубица Обреновић, супруга кнеза Милоша Обреновића.
- 1912 — Аугуст Стриндберг, шведски писац.
- 1932 — Чедомиљ Мијатовић, српски политичар, историчар и економист, члан Српске краљевске академије. (рођ. 1842)[25]
- 1940 — Ема Голдман, литванска анархисткиња (рођ. 1869)[26]
- 1954 — Хајнц Гудеријан, немачки генерал и један од твораца тактике блицкрига. (рођ. 1888)[27]
- 1998 — Френк Синатра, амерички певач и филмски глумац.[28]
- 1974 — Љубо Бабић, хрватски и југословенски сликар и историчар уметности.[29]
- 1991 — Ђанг Ћинг, кинеска глумица и политичарка[30]

## Празници и дани сећања
- Српска православна црква слави:
  - Светог пророка Јеремију
  - Преподобног мученика Акакија Папучара
  - Преподобног Пафнутија Боровског